# Château d'Ansouis
Le château d'Ansouis, fondé au Xe siecle, est l'une des plus anciennes forteresse de la Provence, en France. Surplombant le village d'Ansouis, dans le département du Vaucluse. il permettait de contrôler la Vallée d'Aigues donnant accès vers l'Ouest à la vallée du Rhône à la hauteur d'Orange et à la Mer au Sud, en passant par Aix-en-Provence pour rejoindre Marseille et Toulon. Il est classé Monument Historique depuis 1948,

## Histoire
Une forteresse militaire est bâtie au Xe siècle sur un piton rocheux dominant la ville d'Ansouis et la vallée d'Aigues. Elle est alors la propriété de la famille de Forcalquier, avant de devenir celle de la famille de Sabran. Le site est classé monument historique par arrêté du 10 mai 1948, à la demande de la propriétaire de l'époque, la duchesse de Sabran-Pontevès. À la suite d'un différend familial lors du partage de l'héritage au sein de la famille Sabran-Pontévès, datant de 1973, le château est mis une première fois en vente à la bougie, le 29 octobre 2007, avec notamment, une surenchère de Pierre Cardin. Les propriétaires actuels l'ont acquis en janvier 2008, lors d'une seconde vente à la bougie.

## Architecture et jardins
Le château est constitué d'un donjon entouré de quelques constructions isolées. La forteresse subit des ajouts et modifications au cours du Moyen Âge et est transformée en château de plaisance à la fin des guerres de Religion. L'on peut donc distinguer deux styles architecturaux : médiéval et Renaissance. 

### La partie médiévale

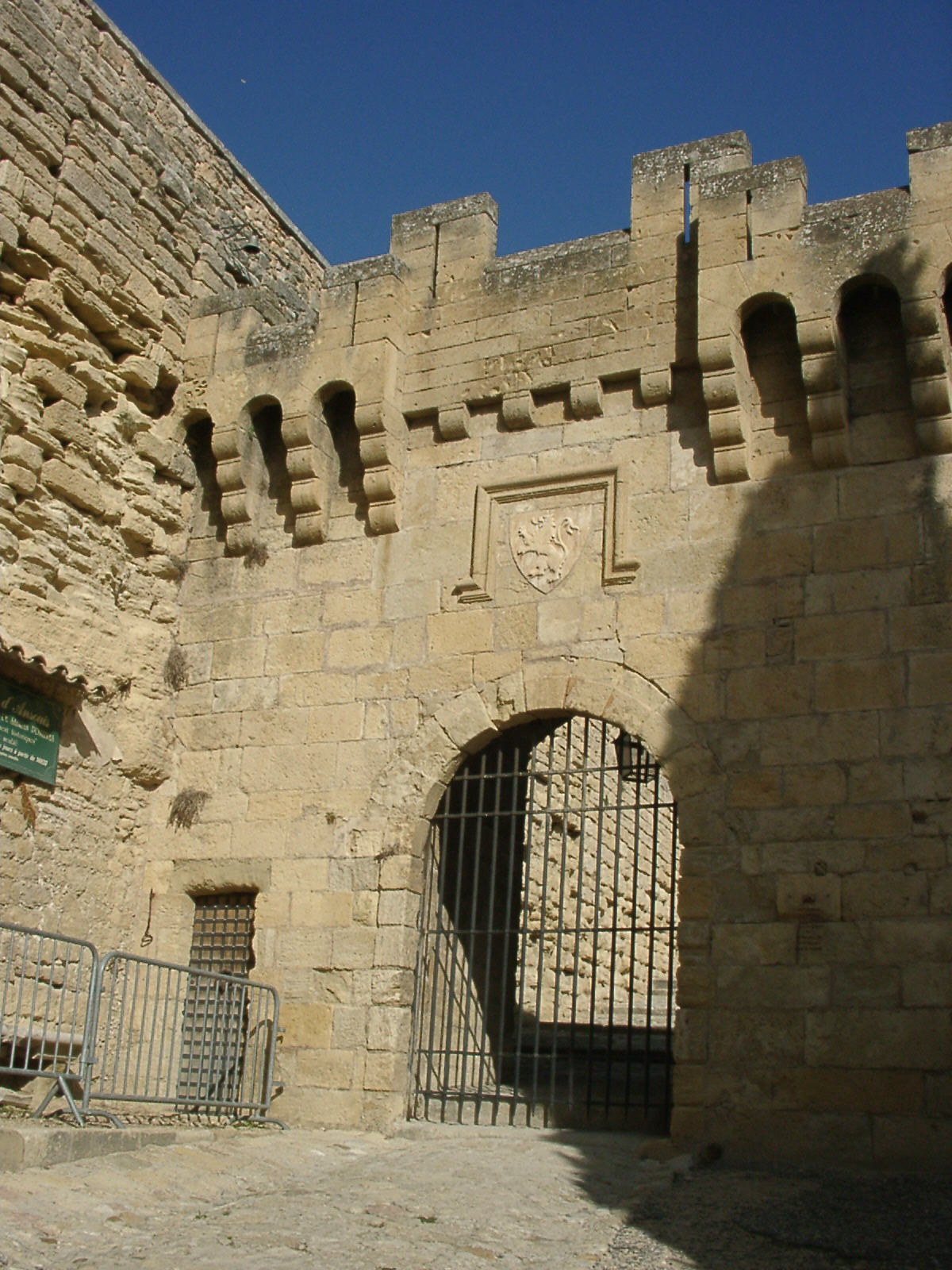
Porche d'entrée et blason médiévaux du château (2005)

Inclus dans une forteresse avec tourelles, remparts et créneaux, le bâtiment comporte l'entrée et l'escalier d'honneur, la salle du puits, la prison, la cuisine, la salle d’armes, le donjon, et la chapelle. La partie du hall d'entrée et de l'escalier mesure environ 40 m², et ouvre directement sur l'esplanade du château. À la droite de ce hall, le logis des gardiens, d'un peu moins de 90 m², est un appartement complet, avec hall, cuisine voutée, 3 chambres et sanitaires. A gauche du hall, une salle voutée d'une quarantaine de mètres carrés, comporte une ouverture sur l'esplanade du château. La cuisine dispose d'offices et de celliers. L'ensemble mesure 114 m². Plusieurs pièces se trouvent en entresol : une salle d’armes, des caves, la salle du puits, une chapelle et une prison. 

### La partie renaissance
Cette partie du château (le « logis seigneurial ») comporte des appartements et salons, ainsi que des salles à manger d'apparat. 

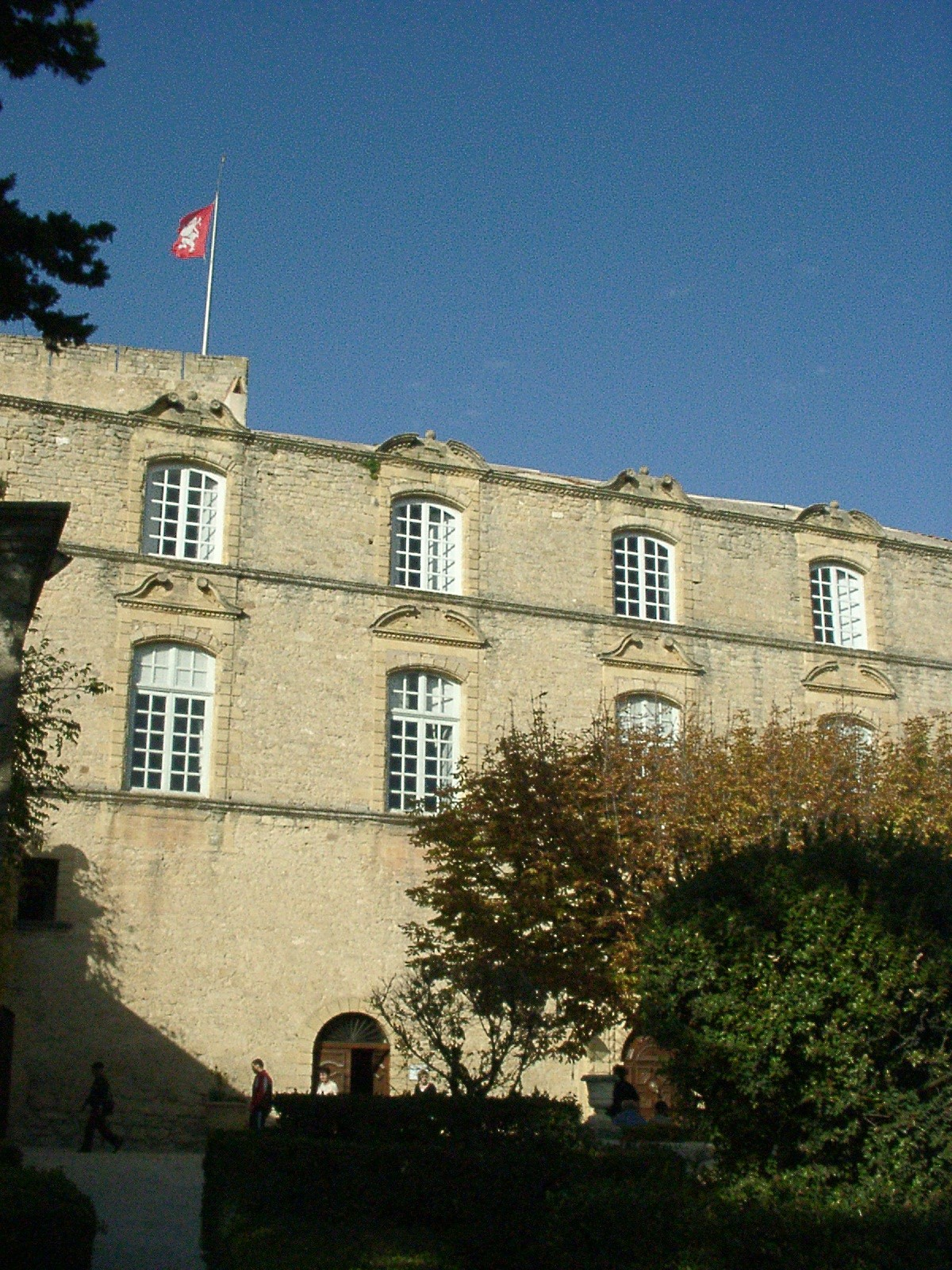
Façade Renaissance du logis (2006)
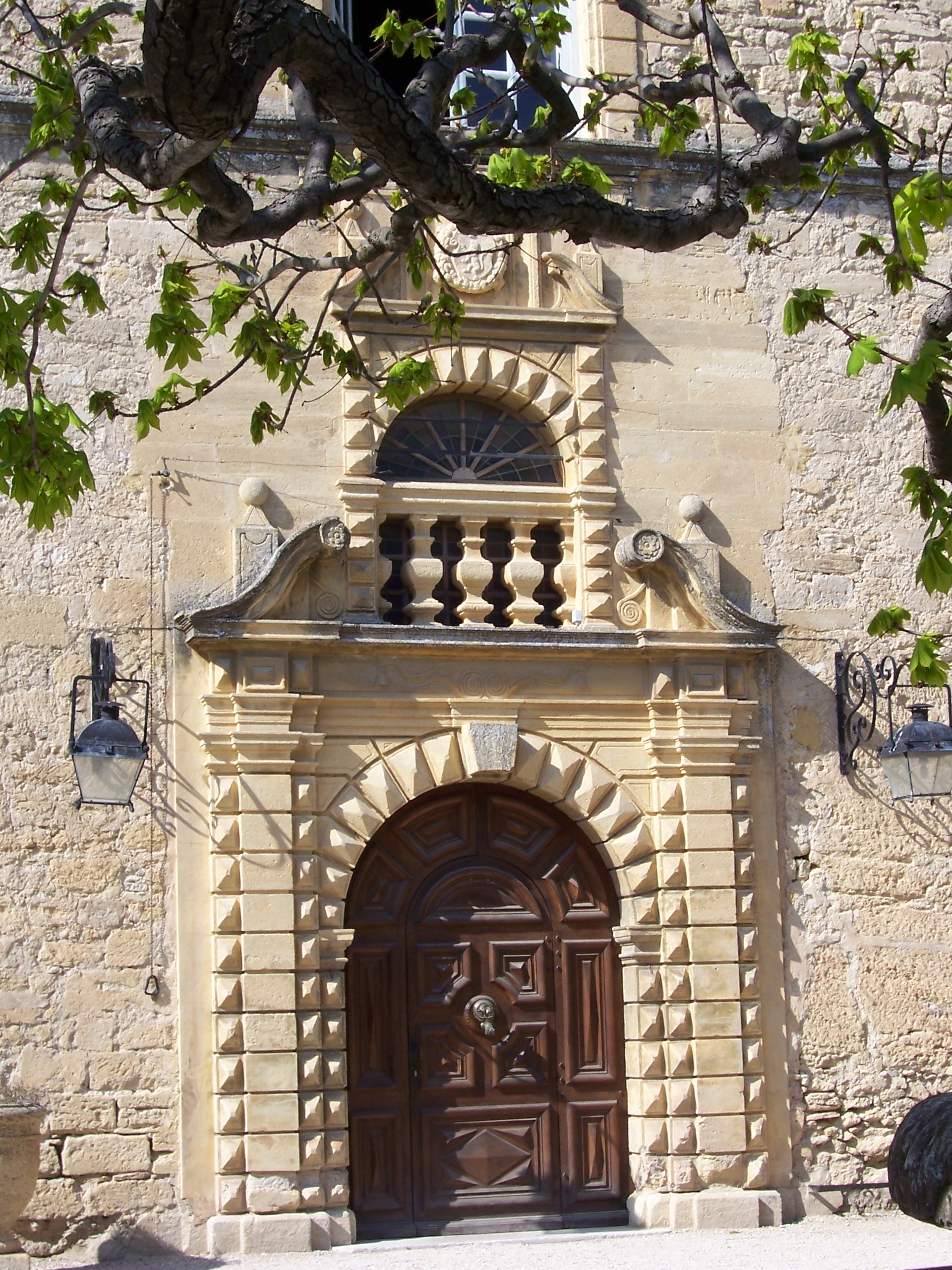
Entrée du logis (2008)

### Les jardins
Les jardins, installés sur les terrasses de l'ancienne forteresse, sont décorés à la française. Le jardin principal, dit jardin de la duchesse, en face de sa chambre, mesure 227 m².

## Galerie

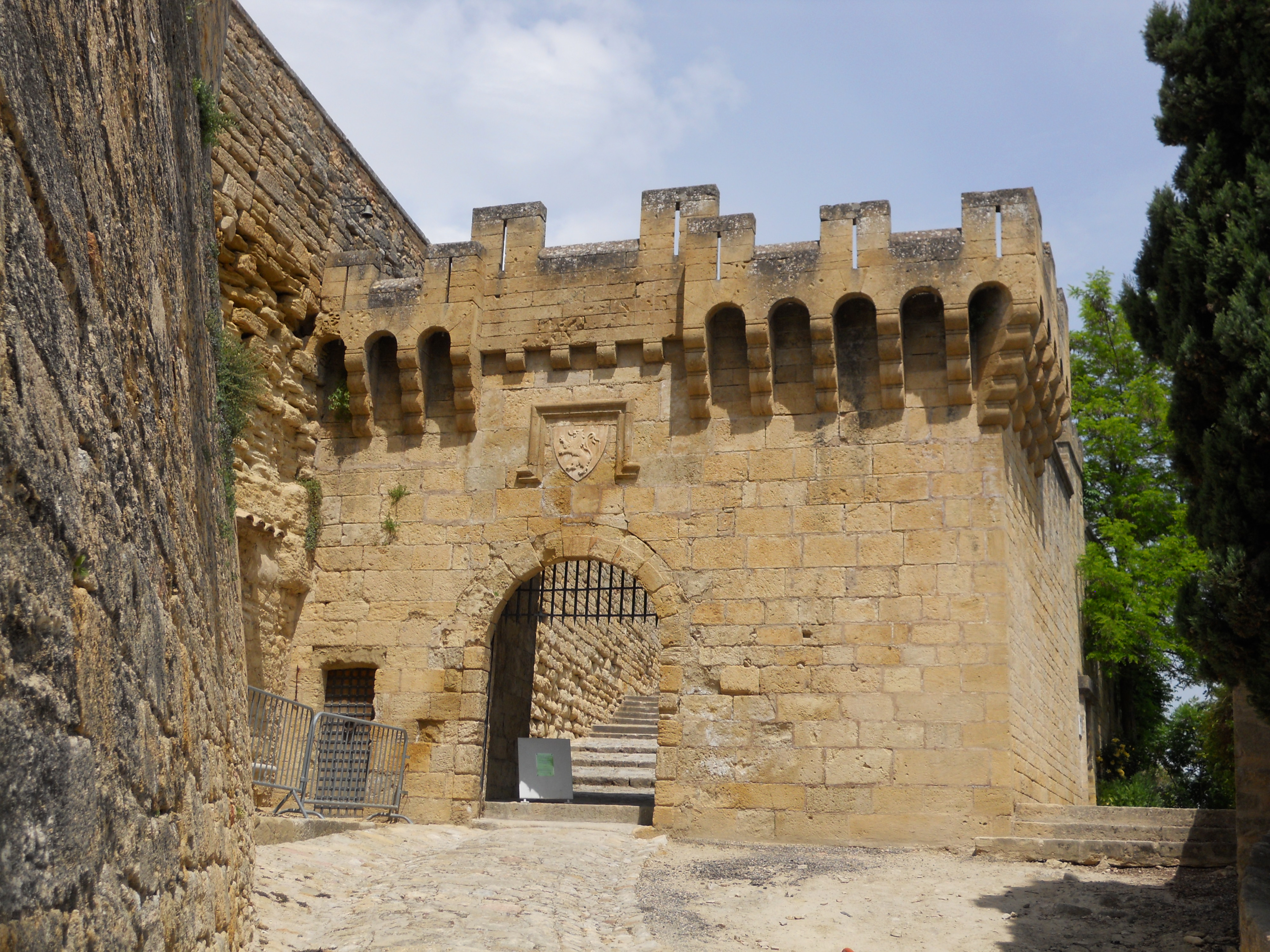
Portail médiéval d'entrée des remparts (2010)
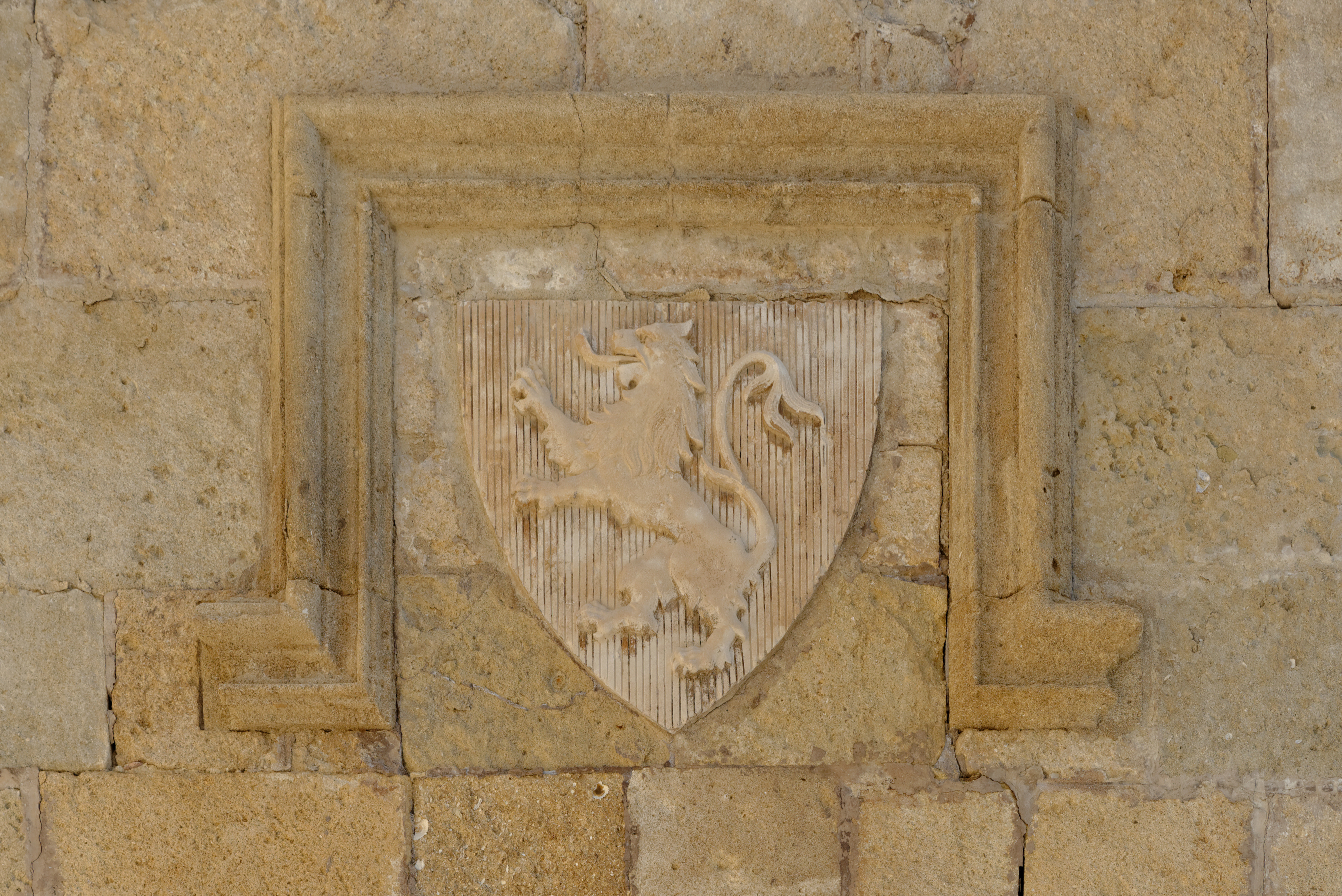
Gros plan sur le blason d'entrée (2005)
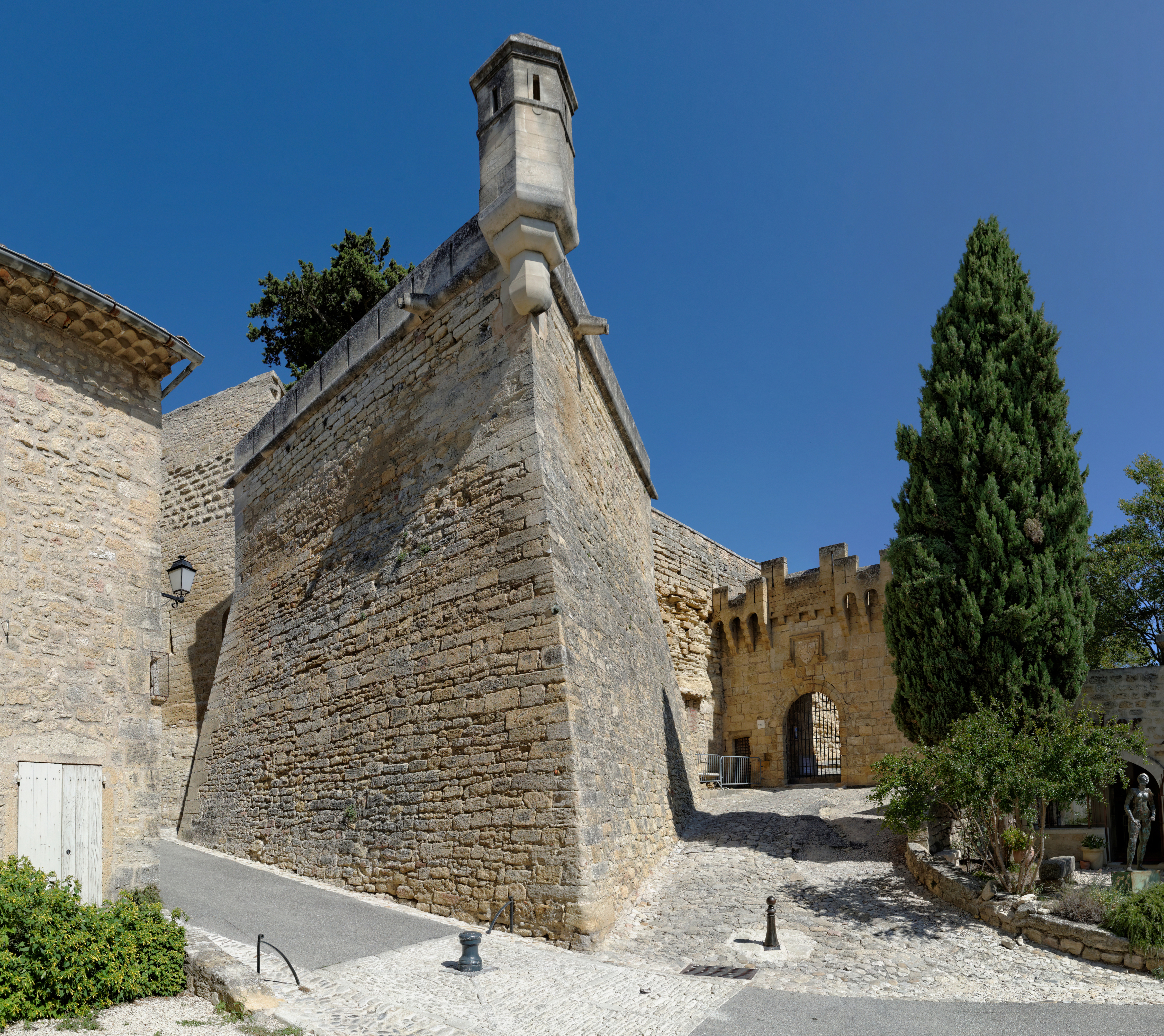
Route d'accès principale à l'enceinte du château, mélangeant des éléments du XVIIe siècle (remparts, échauguette) et médiévaux (Porche d'entrée, mur, blason) (2014)
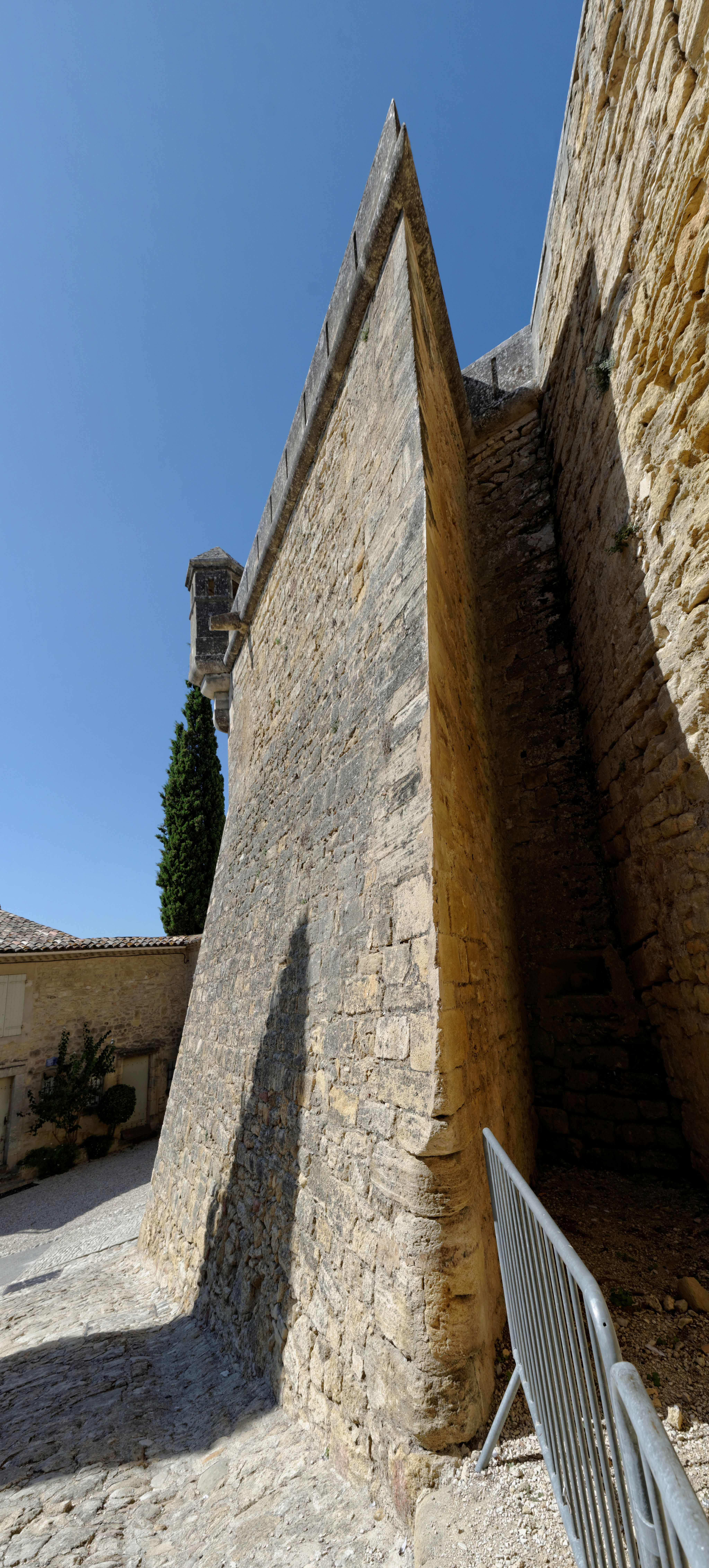
Renfoncement défensif dans le rempart d'enceinte. On y voit au fond une canonnière (2014)
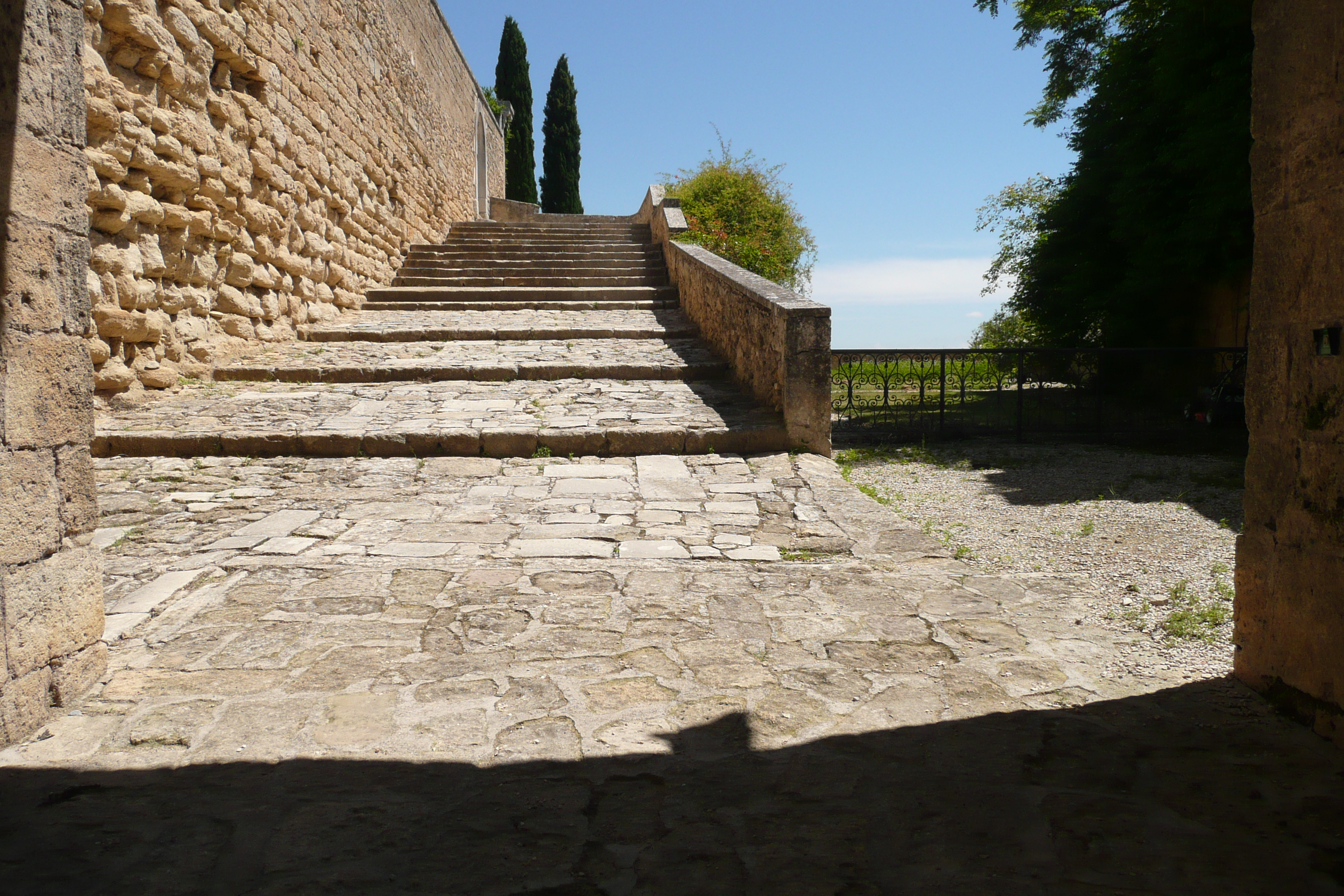
Montée au logis et aux jardins, après le porche médiéval (2008)
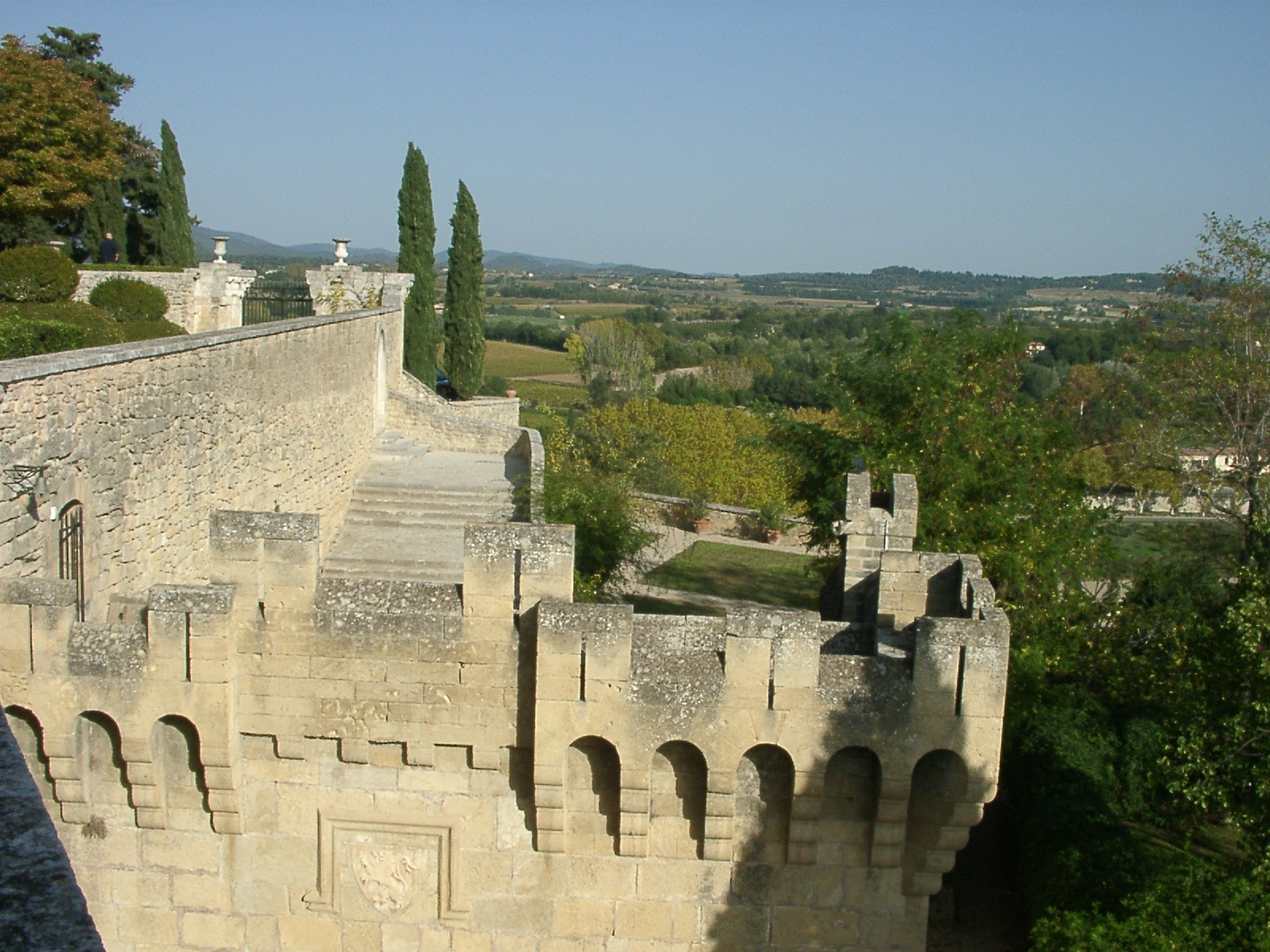
Vue du portail d'entrée depuis le rempart et vue de la campagne vers l'est (2005)
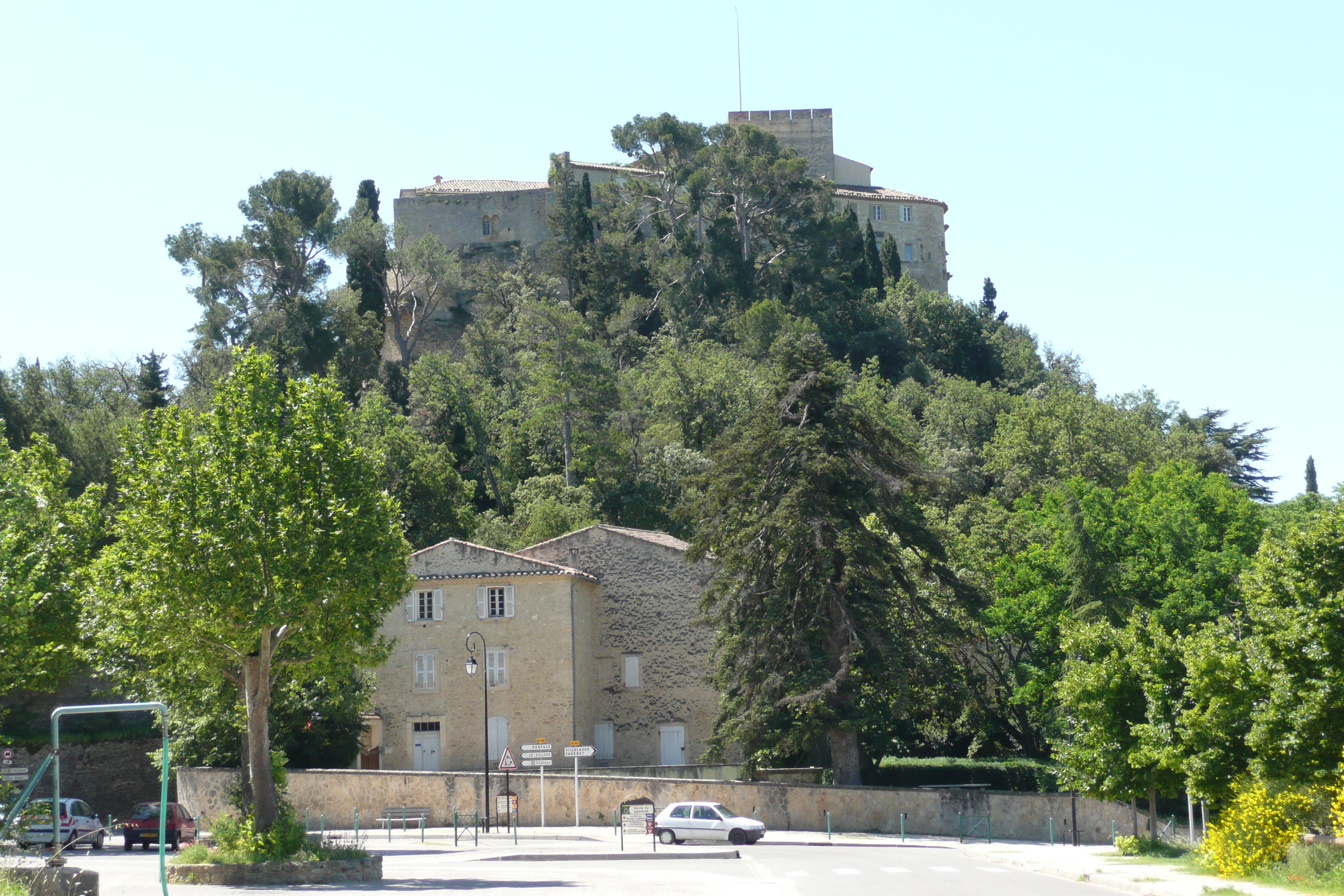
Vue du rocher du château depuis le nord (D56)
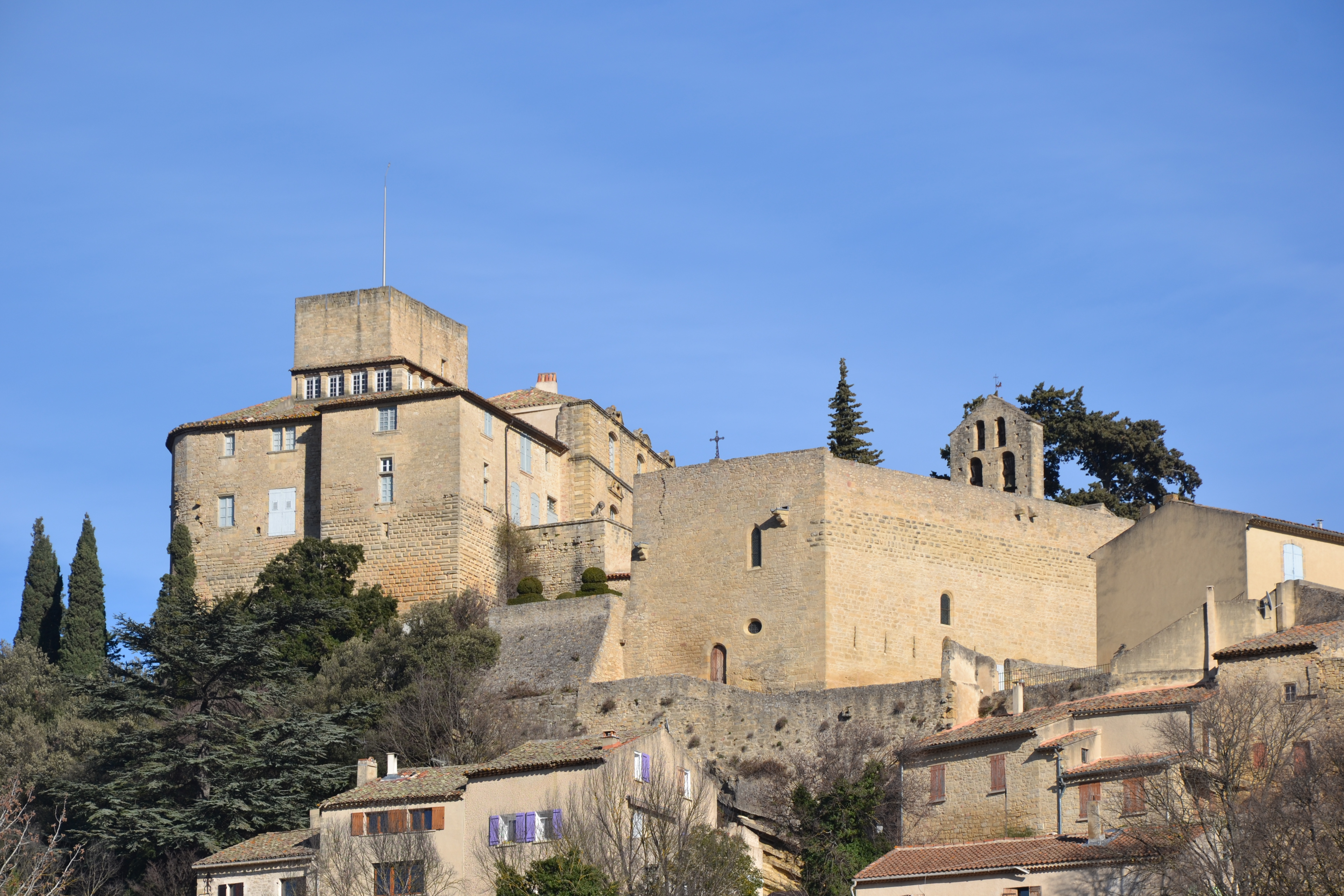
Château et église attenante (2017)
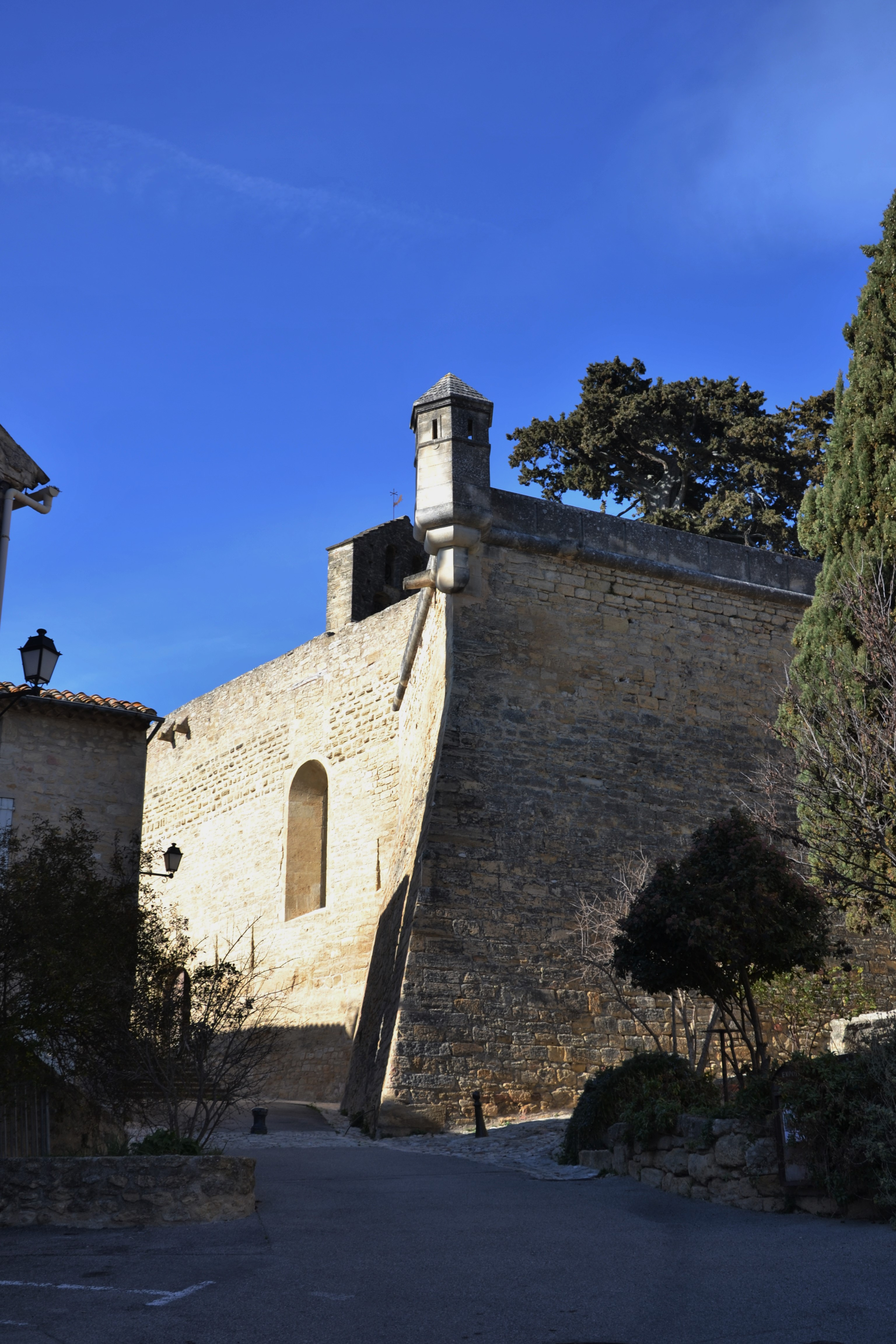
Le rempart en hiver (2017)
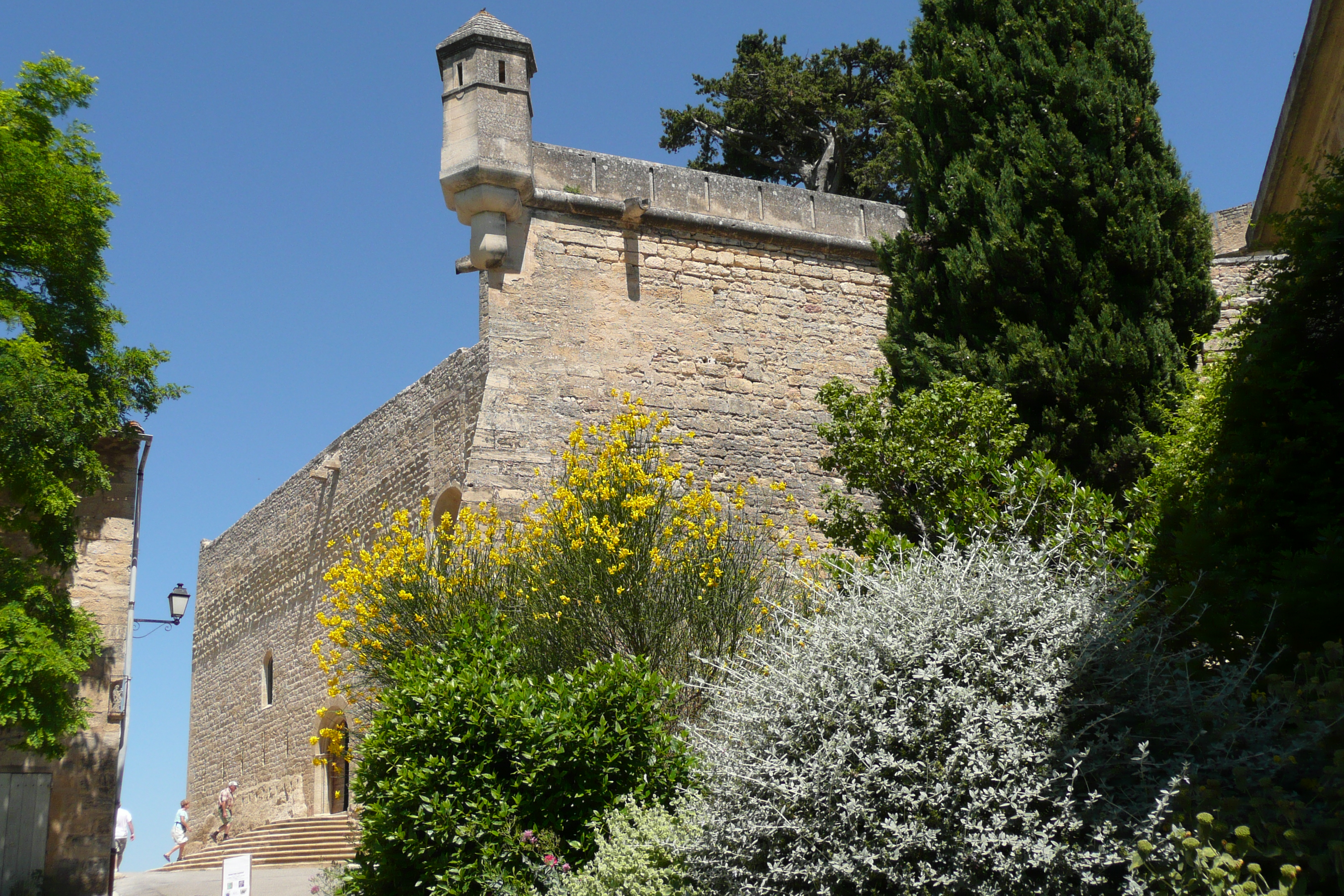
Perspective sur les remparts et, derrière, le mur (percé de meurtrières) et l'entrée de l'église (2017)